# فلوريان فور
فلوريان فور (بالفرنسية: Florian Faure)‏ هو لاعب اتحاد الرغبي فرنسي، ولد في 26 مارس 1983 في فرنسا.

## وصلات خارجية
- فلوريان فور عل موقع إسبنسكروم (الإنجليزية)
- فلوريان فور على موقع ItsRugby.co.uk (الإنجليزية)